# Zerg
 (avril 2022).
Les Zergs sont une des trois espèces vivantes, avec les Terrans et les Protoss, de l’univers de fiction StarCraft. 

## Présentation
Les Zergs contrairement aux Terrans et aux Protoss, vivent collectivement au sein d’un essaim. Les différentes créatures présentes dans l’Essaim y ont été intégrées par la contamination zerg qui les a transformées en machines de guerre vivantes. Les Zergs n’utilisent pas la technologie. Toutes leurs avancées sont issues des mutations des diverses créatures de l’Essaim. Même les bâtiments zergs sont des organismes vivants.

## Histoire
Lors de leur apparition dans le secteur de Koprulu, ils étaient tous unis autour de leur conscience collective zerg, le Maître-esprit. Ce dernier, guidé par son désir d'assimiler toute chose, captura lors d’une attaque une Terrane aux puissants pouvoirs psioniques, Sarah Kerrigan. Le Maître-esprit la transforma en une nouvelle créature : la Reine des Lames. 
Après la destruction du Maître-esprit par les Protoss, plusieurs Zergs revendiquèrent le commandement de l’Essaim. Une guerre civile éclata. Elle déboucha sur une victoire de la Reine des Lames.